# Cláudia Oliveira
Cláudia Alexandra Gomes Oliveira, mais conhecida por Cláudia Oliveira (13 de Março de 1976), é uma actriz portuguesa, cujo papel de maior sucesso foi Paula em Tudo Por Amor, uma jovem ambiciosa, que acaba por se tornar toxicodependente. Foi a secretária Marta em Dei-te Quase Tudo, e  em Morangos com Açúcar, como a professora de estagiária de Português, Margarida Prata.

## Biografia
Entre Londres e Lisboa, estudou teatro, cinema e dança. Em Portugal, formou-se na Academia de TV e Cinema de Lisboa e frequentou a Escola de Dança Espasso Latino. No Reino Unido, passou pelo Actor’s Centre London e o Pineapple DANCE Studios.
A sua experiência no teatro está associada ao Teatro da Trindade, onde trabalhou com Cláudio Hochman, tendo sido também membro do Grupo de Teatro InCena sob a direcção de António Terra.
No cinema trabalhou com Fernando Vendrell, em Pele, e António da Cunha Teles em Kiss me. Integrou ainda o elenco de algumas curtas-metragens, das quais se destaca Uroboro de Maria Lalande.
Em televisão participou em novelas da TVI – Dei-te Quase Tudo, Ninguém Como Tu, Tudo por Amor e mais recentemente em Morangos com Açúcar – e, por outro lado, nas séries Inspector Max, Olá Pai, A.I.J. E.S.U.S. e O Crime.
- Em breve, Pai À Força voltará aos ecrãs, na RTP, na 3.ª temporada. Nesta temporada, Miguel, Natália e as crianças vão viver aventuras no Algarve. Não perca! (cedido por TeleNovelas número 697, a partir de Pedro Ponte - Açores).

## Televisão
- Elenco principal, Rita em O Dom, TVI 2011
- Elenco principal, Natália em Pai À Força, RTP 2009/2010 - 2.ª temporada
- Elenco principal, Natália em Pai à Força, RTP 2008 - 1.ª temporada
- Elenco adicional, Rita em Chiquititas, SIC 2007-2008
- Elenco principal, Margarida Prata em Morangos com açúcar, TVI 2006/2007
- Elenco adicional, Marta em Dei-te Quase Tudo, TVI 2005/2006
- Elenco adicional, Elisa em Ninguém Como Tu, TVI 2005
- Elenco adicional, Clara Cerqueira em Olá Pai, TVI, 2003/2004
- Elenco principal, Paula em Tudo Por Amor, TVI 2002-2003
- Elenco principal, Marta em O Crime..., RTP 2001